# Педос Антон Русланович
Антон Русланович Педос (нар. 25 вересня 1998, Жмеринка, Вінницька область, Україна) — сучасний український митець (живописець, кераміст, графік).  

## Життєпис
Протягом 2016-2020 рр. навчався у Львівській національній академії мистецтв (ЛНАМ) на відділенні Декоративно-прикладного мистецтва (худ. кераміка). Паралельно вивчав живопис, скульптуру та графіку. Закінчив академію з дипломною роботою «Парад планет» (керівник — Андрусів С. М.). 
Після здобуття диплому бакалавра, виборов право на отримання міжнародної стипендії від Литовського департаменту культури та освіти, за допомогою якої вступив на навчання до Вільнюської Академії мистецтв. Протягом 2020—2022 рр. навчався у Вільнюській Академії мистецтв на відділенні Станкового живопису. У 2022 р. здобув кваліфікацію магістра з дипломною роботою «Ціна» (лит. назва. «Kaina»). За час навчання брав участь у декількох групових виставках живопису та організував першу персональну виставку живописних робіт. Брав участь в аукціоні мистецьких творів, для збору коштів українським біженцям в Литві організованому фондом «Сильні разом» (лит. назва «Stiprus Kartu») сумісно з «Vartai Galerija», Вільнюс, Литва.
Твори митця можна розділити на три групи за їх основним напрямком дослідження:
- війна
- технології
- колективне підсвідоме

Працює у різних медіях — живопис, графіка, відеоарт, фотографія, кераміка, інсталяція.

## Проект "Ціна"/ Project "The Cost"

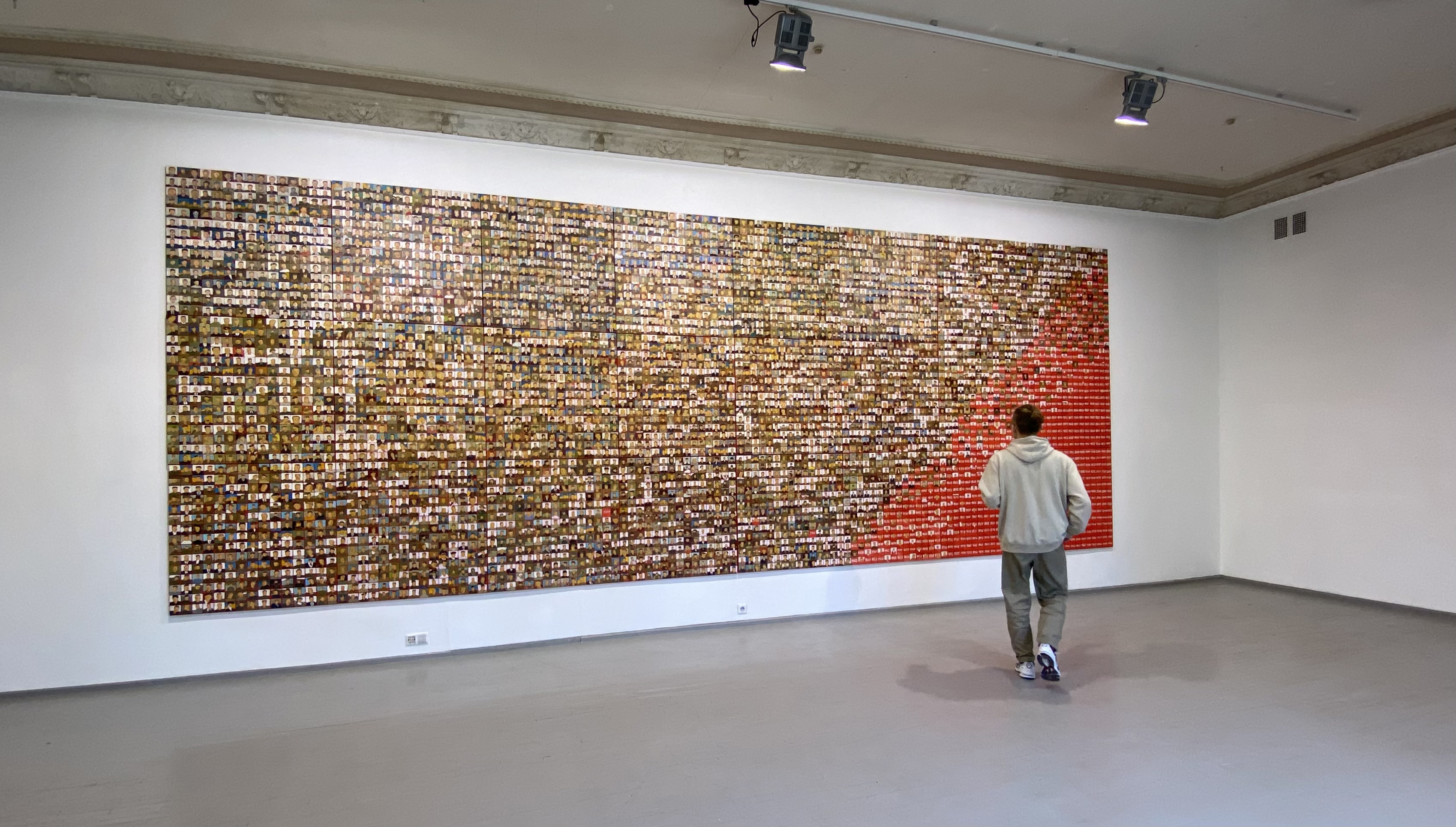
Антон Педос "Ціна" 3х8 м. полотно, олія. 2021-2022.

Живописний проект митця — "Ціна" (лит. назва "Kaina"), привернув увагу багатьох людей. І навіть тих хто не цікавиться мистецтвом.
Основна ідея проекту — допомогти усвідомити кількість загиблих людей за вісім років Російсько-Української війни у східних регіонах України.
Композиція складається з 24 полотен 100х100 см., загальний розмір композиції 3х8 м.

На полотнах зображено 4470 портретів українських солдат, що загинули захищаючи народ України. Проект є надзвичайно персональним, адже серед числа портретів є також і дядько автора. Проте, незважаючи на персональне у цьому проекті, автор звертає увагу на загальну трагедію цілої нації, допомагаючи усвідомити іншим розмір біди, що несе за собою війна. 

"Ціна, яку ми платимо просто за те, щоб існувати. Коли інші народи Європи, можуть вільно розвиватись, не боючись бути знищеними, репресованими, асимільованими. Українці мають платити надвисоку ціну, просто щоб мати змогу говорити українською мовою, жити українською, дихати українською." -

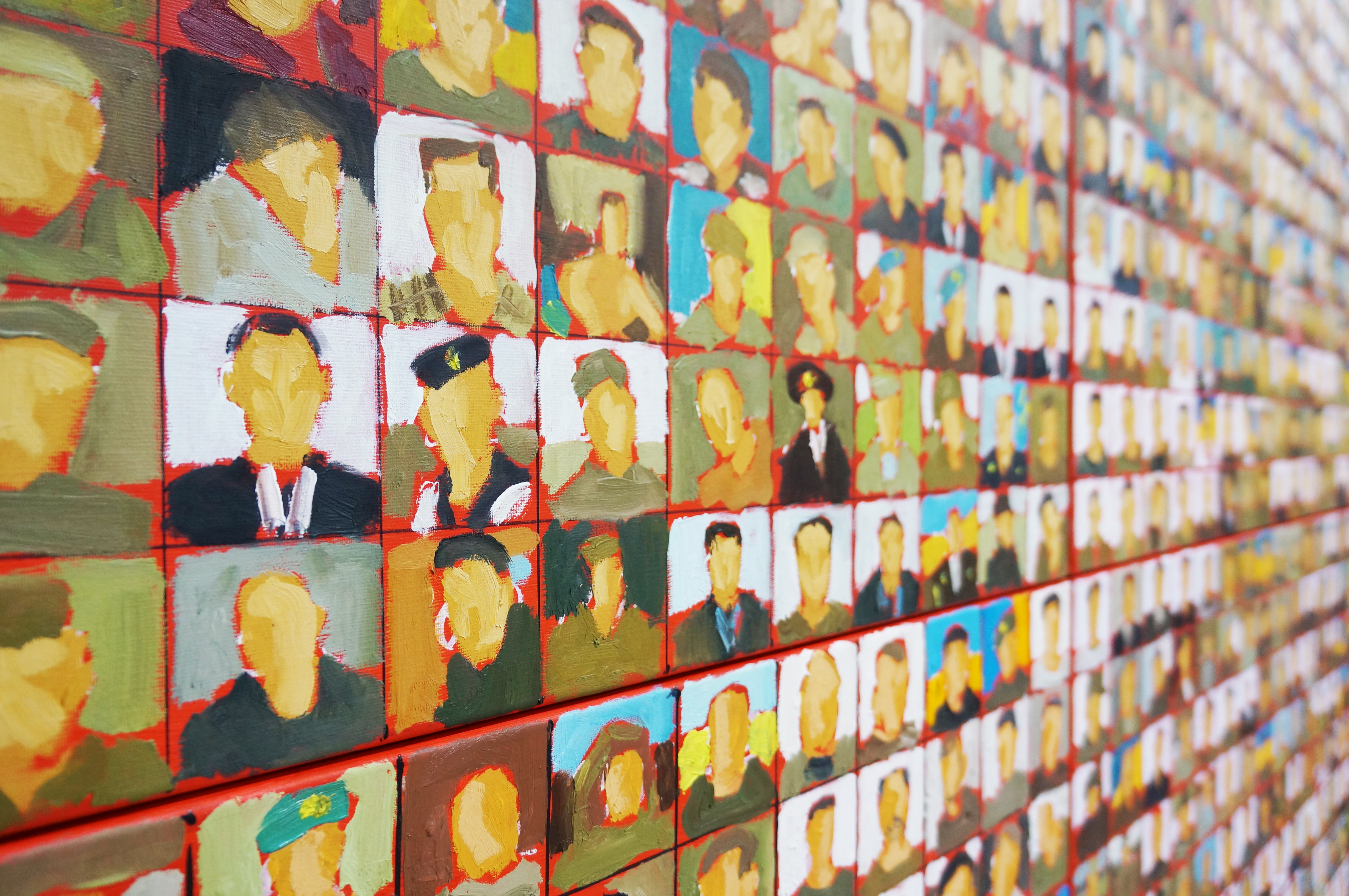
Антон Педос "Ціна" 3х8 м. полотно, олія. 2021-2022

Антон Педос. 

## Персональні, групові та онлайн виставки

### 2022
- "IŠSKLAIDYTA PASĄMONĖ“ Персональна виставка Антона Педоса в "Maironio lietuvių literatūros muziejus". Kaunas, Lithuania.
- "YELLOWBLUE" Міжнародна групова онлайн виставка. International online group show. Online viewing with ARTNET
- "TARP/BETWEEN" Групова виставка у "VDA Titanikas exposition space". Vilnius, Lithuania.
- "ANTON PEDOS & DARIA ANTYP magistro expozicija" Виставка магістерських робіт. Galerija "Vartai". Vilnius, Lithuania.
- "Project 4470", Проект "4470" Персональна виставка у Vilniaus Švč. Mergelės Marijos Ramintojos bažnyčia, Vilnius, Lithuania.
- "Delivered from Ukraine", Групова виставка в галереї "Gallera", Vilnius, Lithuania.

## Аукціони

### 2022
- 2022 - “Stand with Ukraine” Galerija Vartai. Vilnius, Lithuania.